# Intellectual Violence
Albums de Keith Murray
Rap-Murr-Phobia (The Fear of Real Hip-Hop)
(2007)
Intellectual Violence est le sixième album studio de Keith Murray, sorti le 22 avril 2008. 

## Liste des titres
| No  | Titre                             | Contient un (des) sample(s) de | Durée |
| --- | --------------------------------- | ------------------------------ | ----- |
| 1.  | Otis (Intro)                      |                                | 1:04  |
| 2.  | Run for Ya Life                   |                                | 2:48  |
| 3.  | Talk Dat ShiT                     |                                | 2:33  |
| 4.  | U Aint No Gangsta (Skit)          |                                | 0:23  |
| 5.  | U Aint No Gangsta                 | Rock 'N' Roll Gangster d'Aalon | 2:38  |
| 6.  | Hey Ladies                        |                                | 2:21  |
| 7.  | 2 Niggaz                          |                                | 1:54  |
| 8.  | Def Squad                         |                                | 3:53  |
| 9.  | Pen Life                          |                                | 3:41  |
| 10. | Got Our Own Thang                 |                                | 2:52  |
| 11. | Wdef Radio (Skit)                 |                                | 0:38  |
| 12. | I'll Go Crazy                     |                                | 4:06  |
| 13. | Kill Em (Skit)                    |                                | 0:10  |
| 14. | What Is Trouble                   |                                | 3:45  |
| 15. | Excitement (Skit)                 |                                | 0:08  |
| 16. | Blokka Blokka                     |                                | 3:54  |
| 17. | Stalker (Skit)                    |                                | 0:17  |
| 18. | Rat Hunters                       |                                | 4:36  |
| 19. | Anger                             |                                | 3:58  |
| 20. | Don't Hate Me Cause I'm Beautiful |                                | 4:28  |